# 健康トリプルアンサー
健康トリプルアンサー（けんこうとりぷるあんさー）は、BS-TBSで2007年7月6日から2010年3月26日まで金曜21:00 - 21:54に放送した医療と健康の生活情報番組である。スポンサーは大正製薬の一社提供。

## 出演者（司会）
- ラサール石井
- 竹内香苗（TBSアナウンサー）